# 藤代裕之
藤代 裕之（ふじしろ ひろゆき、1973年2月1日‐）は、日本のジャーナリスト、法政大学社会学部教授。
徳島県生まれ。広島大学文学部哲学科卒業、立教大学21世紀社会デザイン研究科修士課程修了。修士（社会デザイン学）。1996年徳島新聞社入社。記者として社会部で司法・警察、地方部で地方自治、文化部で中高生向け紙面のリニューアルを担当。2005年NTTレゾナント入社。ニュースデスク、CGM編集長を歴任。北海道大学科学技術コミュニケーター養成ユニット非常勤教員。学習院大学法学部政治学科、早稲田大学大学院政治学研究科、などで非常勤講師。2009年7月に細川一成らとWOMマーケティング協議会を立ち上げ、ガイドライン作成を担当。2011年に日本ジャーナリスト教育センター（JCEJ）を設立。Entrepreneurial Journalistを掲げ、実践的な教育プログラムを行う。
2012年東日本大震災の被災地岩手県大槌町で情報発信ワークショップ実施と地域メディア「大槌みらい新聞」を立ち上げ。2013年4月法政大学社会学部メディア社会学科准教授、関西大学総合情報学部特任教授（2015年まで）に就任。2020年、同社会学部メディア社会学科教授に就任。日本マス・コミュニケーション学会、日本広報学会、情報ネットワーク法学会会員。

## 著書
- 上原仁・保田隆明共著 『口コミ2.0 〜正直マーケティングのすすめ〜』 明日香出版社、2006年11月16日。ISBN 4756910114
- 高田昌幸・湯川鶴章共著 『ブログ・ジャーナリズム―300万人のメディア』 野良舎、2005年10月15日。ISBN 4903214001
- 橋場義之・佐々木俊尚編著 『メディア・イノベーションの衝撃―爆発するパーソナル・コンテンツと溶解する新聞型ビジネス』 日本評論社、2007年7月。ISBN 4535585008
- 『インターネット時代における地域メディア -新たな情報交差点としてのミドルメディアの可能性とメディア連携』NHK放送文化研究所、2010年3月。ISBN 4863450419
- 『発信力の鍛え方』PHP、2011年9月。ISBN 4569794432
- 田中輝美・藤代裕之・法政大学藤代裕之研究室共著『地域ではたらく「風の人」という新しい選択』ハーベスト出版、2015年8月。ISBN 4864561567
- 『ソーシャルメディア論 つながりを再設計する』青弓社、2015年10月。ISBN 4787233912
- 『ネットメディア覇権戦争 偽ニュースはなぜ生まれたか』 光文社新書、2017年1月。ISBN 4334039669

## 連載
- 『ソーシャルメディアの歩き方』（日本経済新聞社）
- 『ガ島流ネット社会学』（日本経済新聞社）